# اچ‌ام‌اس دروید (۱۸۶۹)
اچ‌ام‌اس دروید (۱۸۶۹) (به انگلیسی: HMS Druid (1869)) یک کشتی بود که طول آن ۲۲۰ فوت (۶۷٫۱ متر) بود. این کشتی در سال ۱۸۶۹ ساخته شد.